# .ac
.ac là tên miền quốc gia cấp cao nhất (ccTLD) dành cho đảo Ascension. Nó được quản lý bởi NIC.AC Lưu trữ ngày 13 tháng 2 năm 2019 tại Wayback Machine, công ty phụ của Cục Máy tính Internet Lưu trữ ngày 27 tháng 2 năm 2021 tại Wayback Machine ở Vương quốc Liên hiệp Anh và Bắc Ireland. Bất cứ ai có thể đăng ký với tên miền này. Cơ quan đăng ký chấp nhận đăng ký tên miền quốc tế hóa.
.ac cũng là tên miền ở cấp 2 cho những học viện, như là trường đại học, ở nhiều nước, ví dụ ở Anh và Bắc Ireland (.ac.uk), Nhật Bản (.ac.jp), và Áo (.ac.at). Nhiều nước khác sử dụng .edu cùng mục đích, ví dụ .edu.au ở Úc và .edu.my ở Malaysia. Cũng có nhiều nước (Pháp, Thụy Sĩ, v.v.) mà không có tên miền ở cấp 2 dành riêng cho học viện. Thay vì đó, mọi học viện có tên miền riêng ở cấp 2, ví dụ sorbonne.fr của Sorbonne, hoặc tum.de của Đại học Kỹ thuật München.